# Carl Ludwig Blume
Carl Ludwig Blume (9 tháng 6 năm 1796 – 3 tháng 2 năm 1862) là một nhà thực vật học người Hà Lan gốc Đức.

## Cuộc đời
Ông sinh ra tại Braunschweig, Niedersachsen thuộc Đức, nhưng dành phần lớn cuộc đời mình để làm việc tại Hà Lan, tại đó ông là giám đốc của Rijksherbarium (vườn thực vật quốc gia Hà Lan) tại Leiden. Tên của ông đôi khi được viết là Karel Lodewijk Blume theo tiếng Hà Lan, nhưng tên gọi bằng tiếng Đức được sử dụng rộng rãi nhất trong các tài liệu về thực vật.
Ông là người đã thực hiện các nghiên cứu rộng lớn nhất về quần thực vật miền nam châu Á, cụ thể là tại đảo Java, khi đó là thuộc địa của Hà Lan. Từ năm 1823 tới năm 1826 Blume là giám đốc thứ hai của Vườn thực vật Bogor tại Bogor (Buitenzorg) ở Java.
Tạp chí thực vật Blumea được đặt theo tên của ông.